# Raionul Turiisk, Volînia
Turiisk (în ucraineană Турійський район, transliterat: Turiiskîi raion) este un raion în regiunea Volînia, Ucraina. Reședința sa este așezarea de tip urban Turiisk.

## Demografie
Componența lingvistică a raionului Turiisk
     Ucraineană (99,08%)
     Alte limbi (0,9%)
Conform recensământului din 2001, majoritatea populației raionului Turiisk era vorbitoare de ucraineană (99,08%), existând în minoritate și vorbitori de alte limbi.